# Айдахо Сити
Айдахо Сити (на английски: Idaho City) е град в окръг Бойзи, щата Айдахо, САЩ. Айдахо Сити е с население от 458 жители (2000) и обща площ от 1,8 km². Намира се на 1191 m надморска височина. ЗИП кодът му е 83631, а телефонният му код е 208.